# Kanton Maël-Carhaix
Der Kanton Maël-Carhaix war bis 2015 ein französischer Wahlkreis im Arrondissement Guingamp, im Département Côtes-d’Armor und in der Region Bretagne; sein Hauptort war Maël-Carhaix.

## Gemeinden
| Gemeinde     | Bretonisch | Einwohner (2022) | Fläche (km²) | Code postal | Code Insee |
| ------------ | ---------- | ---------------- | ------------ | ----------- | ---------- |
| Locarn       | Lokarn     | 421              | 32.36        | 22340       | 22128      |
| Maël-Carhaix | Mêl Karaez | 1.455            | 36.57        | 22340       | 22137      |
| Le Moustoir  | Ar Vouster | 659              | 14.85        | 22340       | 22157      |
| Paule        | Paoul      | 674              | 37.56        | 22340       | 22163      |
| Plévin       | Plevin     | 754              | 27.36        | 22340       | 22202      |
| Trébrivan    | Trabrivan  | 763              | 22.96        | 22340       | 22344      |
| Treffrin     | Trefrin    | 524              | 7.47         | 22340       | 22351      |
| Tréogan      | Treogan    | 107              | 7.10         | 22340       | 22373      |
| Kanton       | Mêl Karaez | 5.651            | 186.23       | -           | 2223       |

## Bevölkerungsentwicklung
| 1962 | 1968 | 1975 | 1982 | 1990 | 1999 | 2006 | 2012 |
| ---- | ---- | ---- | ---- | ---- | ---- | ---- | ---- |
| 7361 | 6648 | 5969 | 5668 | 5492 | 5359 | 5484 | 5651 |